# 우나 루스 엔 엘 카미노
《우나 루스 엔 엘 카미노》(스페인어: Una luz en el camino)은 1998년 방영된 멕시코의 텔레노벨라이다.